# Wahadło Oberbecka
Wahadło Oberbecka – obracający się wokół poziomej osi walec z krzyżakiem z prętów prostopadłych do osi obrotu, do prętów krzyżaka można mocować ciężarki dobierając dowolnie ich odległość od osi obrotu. Wahadło ma też walec o promieniu r, na który nawinięta jest nić. Na nici zawiesza się ciężarki. 
Przyrząd służy do doświadczalnego sprawdzania drugiej zasady dynamiki ruchu obrotowego, wyznaczania momentu bezwładności wahadła i praw rządzących momentem bezwładności.